# Монастырь Сурб-Хач (Крым)
Сурб-Хач (устар. Сурп-Хач; арм. Սուրբ Խաչ [suɾpʰ χɑtʃʰ], в переводе монастырь Святого Креста) — монастырь  Армянской апостольской церкви, основанный в XIV веке и расположенный в лесистой долине северо-западного склона горы Грыця (Святого Креста, Святая, Монастырская), в 3,5 км к юго-западу от города Старый Крым в Кировском районе Крыма. 
При монастыре действовала духовная школа и скрипторий. На территории монастыря и окрестностей был устроен водопровод питавший фонтаны на территории усадьбы монастыря (несколько фонтанов действуют до сих пор).
Монастырь был и является сегодня одним из основных центров паломничества в Крыму.
Южнее находятся руины другого армянского монастыря — Сурб Степанос (святого Стефана).

## История
Лес высокий и тенистый,

Всюду горы и пустырь.

Что такое? Стены зданья!

А! Так вот он, монастырь!

Что ж однако? Где же люди?

Вкруг всё тихо. Лишь журча,

В арке белого фонтана

Льется светлая струя…
Основание монастыря и устройство в нём епархиального престола Армянской Апостольской Церкви относится к середине XIV века. Исследователи связывают это событие с массовой миграцией армянского населения из коренной Армении в Крым и религиозной политикой генуэзцев, направленной на распространение католицизма среди подданных генуэзской Газарии, из которых армяне составляли значительную часть. По замечанию академика В. А. Микаеляна, «армяне в знак пассивной борьбы уходили из Каффы к своим соотечественникам в другие части Крыма. Вероятно, это вызвало необходимость основания в тот период… монастыря Сурб Хач». Памятные записи некоторых армянских рукописей XIV-XV веков сообщают, что они были переписаны «у подножия монастыря Сурб Хач».
Турецкое вторжение 1475 года не прервало духовной и культурно-просветительской деятельности обители. В XVII—XVIII веках монастырь неоднократно перестраивается, что наиболее полно отражено в строительных надписях, сохранившихся на стенах его зданий. Обитель становится одним из основных центров паломничества Армянской Церкви в Крыму и в Северном Причерноморье. В начале XVII века в Сурб-Хаче некоторое время жил поэт и писец Степанос Тохатеци. В монастыре, в частности, была написана поэма «Жалобы на комаров и мух», по которой можно составить представление о быте монахов.
11 апреля 1624 года монастырь разорили донские казаки. («Донские казаки захватили "верхний квартал" города Эски-Крым, разорили армянский монастырь Сурб-Хач и захватили в плен множество христиан.»)
В середине XVIII века границы епархии, с центром в монастыре, доходят до Молдавии и Балканского полуострова. О монастыре в своей работе упоминает находившийся в регионе автор XVIII века Иоганн Тунманн
В 1778 году в рамках переселения армян из Крымского ханства в Россию, организованного Екатериной ll, духовенство оставляет монастырь и во главе паствы переселяется из Крыма на Нижний Дон — где основывается город Нахичевань-на-Дону и уже в 1783 году закладывается новый монастырь с тем же именем.

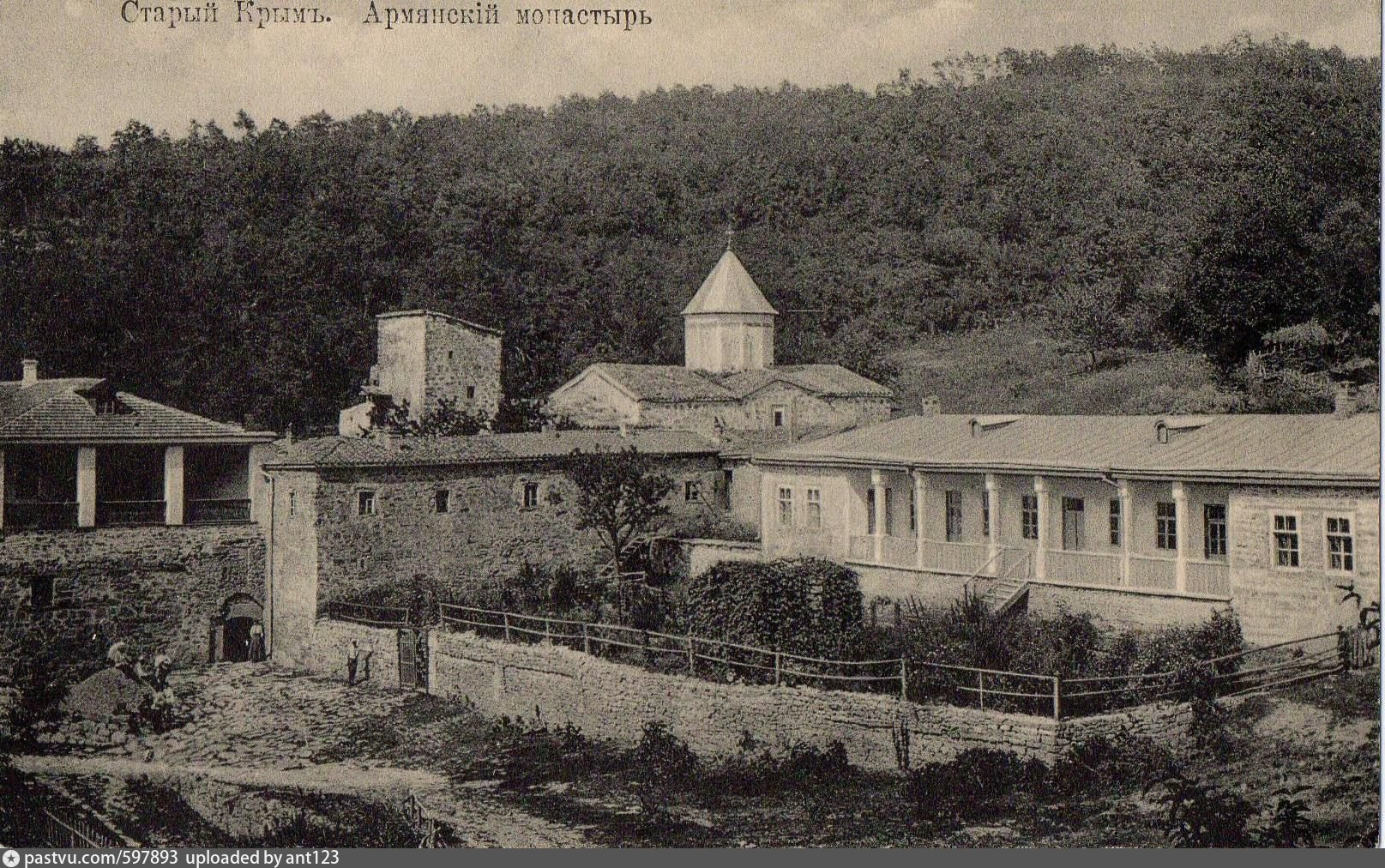
Обитель на фотооткрытке начала XX века

В конце XVIII века усилиями духовенства Армянской церкви монастырь возрождается. Хотя епархиальный престол в монастыре Сурб-Хач возобновлен не был, обитель традиционно сохраняет значение крупнейшего духовного центра крымских армян. Вплоть до начала XX века в монастыре неоднократно проводятся восстановительные работы. В XIX веке частым гостем монастыря был художник Айвазовский. Кроме того, Айвазовский написал портрет одного из настоятелей монастыря - Хорена Степанэ.
До революции 1917 года монастырь владел обширными наделами земли в горных и степных частях полуострова, в общей сложности более 4000 десятин, а также двумя виноградниками.
В 1925 году постановлением советской власти монастырь Сурб-Хач, как духовное учреждение, ликвидируется. После закрытия монастыря его здания были переданы в ведение Крым Охриса и на его территории вплоть до Великой Отечественной войны, располагался пионерский лагерь и санаторий для больных туберкулезом. 
В военные годы многие строения монастыря за исключением церкви серьёзно пострадали от боевых действий и разграбления. В послевоенный период здания монастыря были заброшены и, несмотря на проведение некоторых восстановительных работ, активно разрушались.
В конце 1980-х и в 1990-е гг. в обители проводились реставрационные работы. В 1994 году в храме Сурб-Ншан были возобновлены регулярные богослужения. В 2002 году постановлением СМ АРК монастырь возвращён Армянской Апостольской Церкви.

## Описание построек

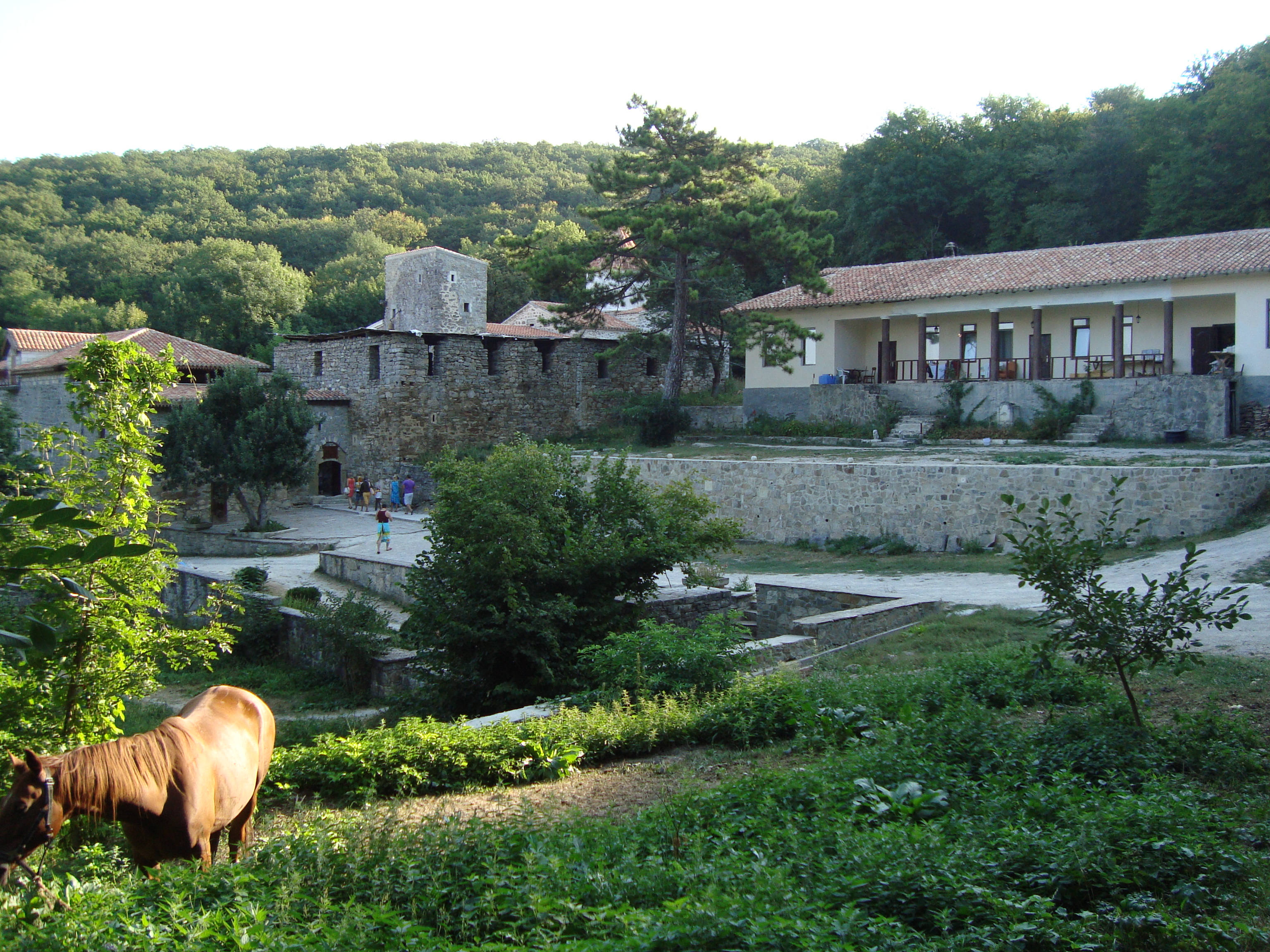
Общий вид территории. 2010 год

Комплекс строений монастыря включает:
- Церковь Сурб-Ншан (св. Знамения), 1358 год.[7]
- Сторожевую башню, также исполняющую роль церковного притвора (гавита), конец XIV века.
- Трапезная монастыря, XVIII в., с достроенным в конце XIX в. вторым этажом;
- Кельи (братский корпус), 1694 год;
- Три фонтана и лестницы в монастырском саду, XVIII—XIX веков.

### Церковь Сурб-Хач
Церковь Сурб-Хач (св. Знамения) — центральная постройка монастыря, располагается в его восточной части и выступает за монастырскую ограду. Сооружение храма датируется 1358 годом по стихотворной надписи, выполненной на верхней части барабана купола церкви. Надпись гласит: «Сей божественный храм славы, на земле — рай древа жизни: он подобие горного неба, обиталище Троицы. От рождения во плоти Христа в 1358 году, начав, воздвигнут во имя св. Знамения усердием служителя его Ованнеса инока и родных братьев его и по духу сынов…». В храме сохранились остатки средневековых росписей.
Со стороны главного фасада к зданию храма примыкает прямоугольный в плане гавит (притвор). В гавит вели два входа в южной и западной стенах. Над юго-западным углом гавита воздвигнута башня-колокольня, в неё из гавита ведет каменная лестница. Интерьер гавита украшен резными крестами. Вероятно, гавит был пристроен к храму не позже конца XIV века, самая ранняя сохранившаяся надпись в гавите датирована 1401 года.

### Трапезная монастыря

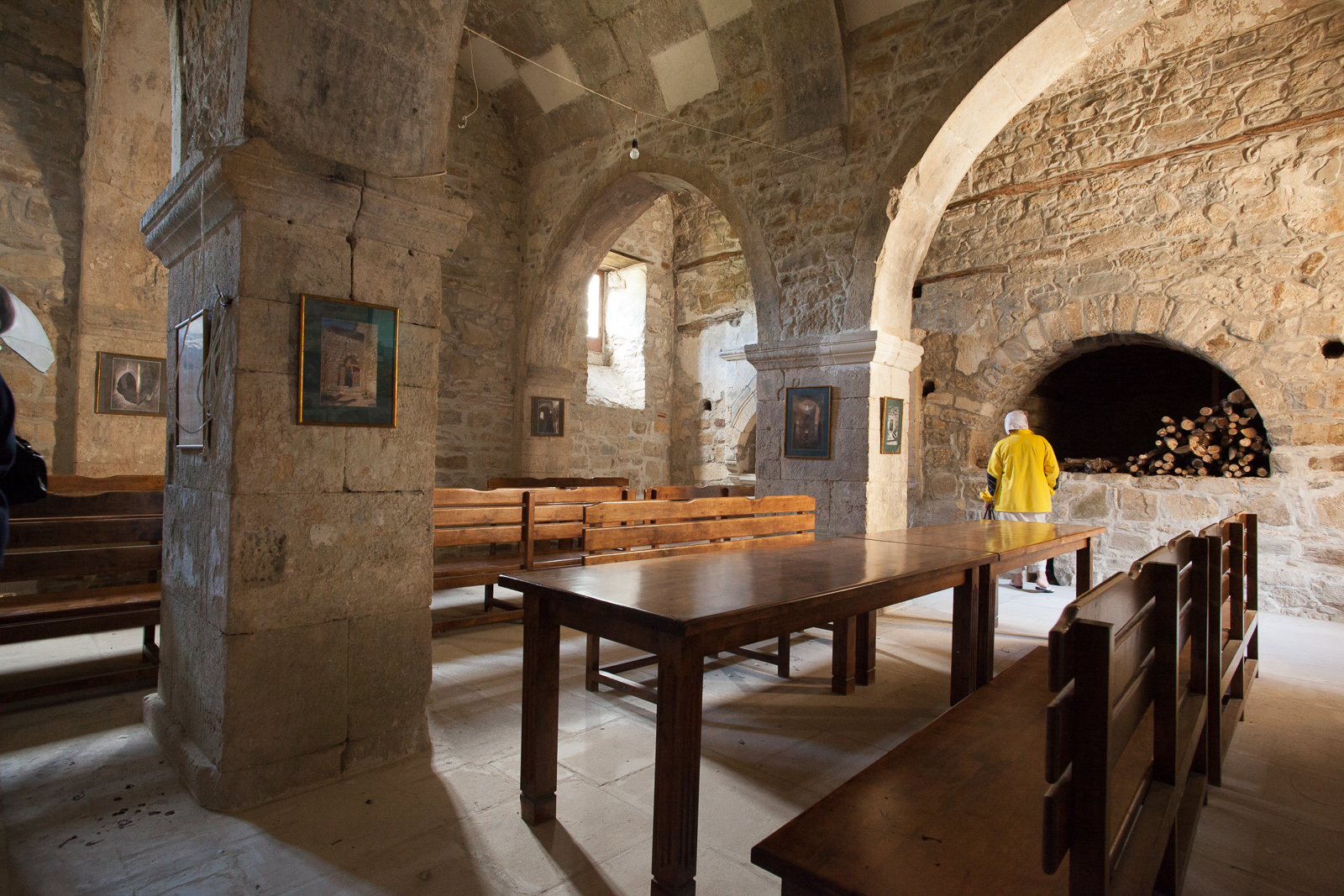
Трапезная монастыря

Трапезная расположена к западу от храма, их разделяет внутренний монастырский двор. Под зданием трапезной были устроены подвальные помещения. Собственно трапезную составляли два зала прямоугольной в плане формы. В северном зале помещения устроены камин с арочной перемычкой и печь. Из южного зала в подвальные помещения вела двухмаршевая лестница, устроенная в северо-западном углу. Второй этаж над трапезной предназначался для гостиничных помещений, он был надстроен в конце XIX века.
В северном зале трапезной имеется плита с надписью: «Я, Саркис-повар, племянник вардапета Киракоса, служил святому кресту четыре года ради спасения души своей, года 1211 (1762 г.)». Северная сторона здания снаружи укреплена мощными контрфорсами. К южной стене примыкает привратницкая, между ней и кельями вход в монастырь с двумя дверными проемами. Над одним из проемов была надпись, датирующая эту часть монастыря 1684 годом. С севера внутренний дворик между трапезной и храмом замкнут стеной. В нём, справа от входа в келейный дворик, под лестницей, ведущей на второй этаж трапезной, расположен фонтан.

### Братский корпус
Кельи (братский корпус) и внутренний дворик примыкают к южному фасаду церкви и гавита. Попасть в келейный дворик можно из внутреннего монастырского двора и из гавита. Над входом в келейный дворик сохранилась надпись: «С помощью божьей сия стена со всеми её постройками, с этими прекрасными верхними и нижними кельями сооружена во славу святого Креста в 1143 г. (1694 г.). Пусть это будет памятью архиепископа Акопа…».
Здание братского корпуса г-образное в плане, двухэтажное. На первом этаже было восемь помещений, перекрытых полуциркульным сводами. Кельи второго этажа имели выход на открытый балкон-галерею на уровне междуэтажного перекрытия, который опирался на деревянные колонки, от них в вымостке двора сохранились каменные базы. Ко входу на балкон-галерею сначала подводила лестница с восточного края двора, а позднее был устроен вход также с площадки лестницы, ведущей в гостиницу над трапезной.
Отдельно к югу от братского корпуса расположено одноэтажное каменное здание монастырской гостиницы. Оно было построено во второй половине XIX века, когда, в связи с оживлением духовно-просветительской деятельности монастыря, возросло число посещавших его богомольцев. К западу от гостиницы была сооружена подпорная стена, под которой располагалась просторная площадка для гужевого транспорта. Здание гостиницы было разрушено в 40-х годах XX века и воссоздано на сохранившихся фундаментах в 80-х годах XX столетия.

### Фонтаны и сад
Два фонтана и лестница, ведущая к ним, находятся на территории сада к юго-западу от монастырского комплекса. Все фонтаны были построены по единому принципу — это прямоугольное в плане сооружение с декорированным фасадом и глухими стенами, с примыкающим к нему с тыльной стороны колодцем-цистерной. Вода к фонтанам подводилась по водопроводам, сложенным из керамических труб, из расположенных выше по склону источников воды. Сад монастыря был заложен несколькими террасами на пологом горном склоне. От трапезной, с уровня внешнего открытого двора монастыря, в сад, к нижнему фонтану вела пятимаршевая лестница. В этой части усадьбы сохранились четыре террасы с подпорными стенами из бутового камня. Полотно участка дороги вблизи от монастыря и открытый двор комплекса были замощены бутовым камнем.

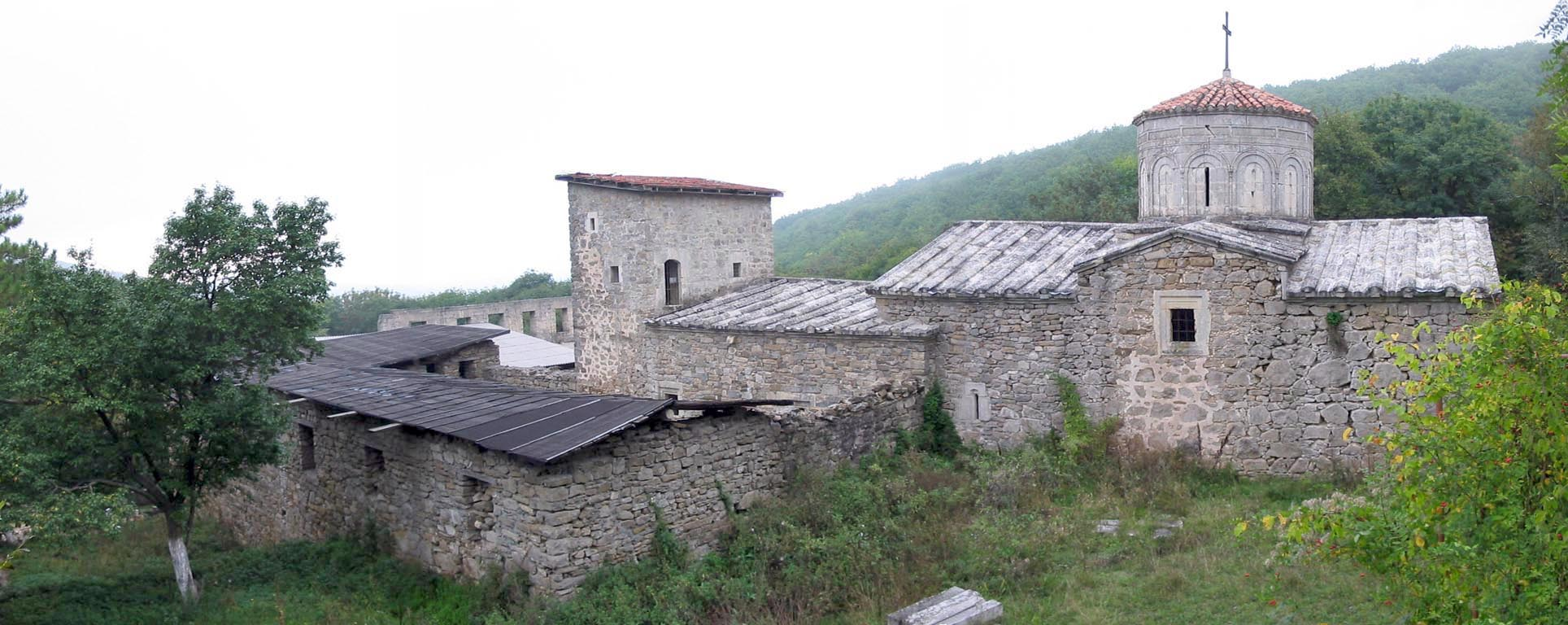
Вид с юго-востока (до реставрации)
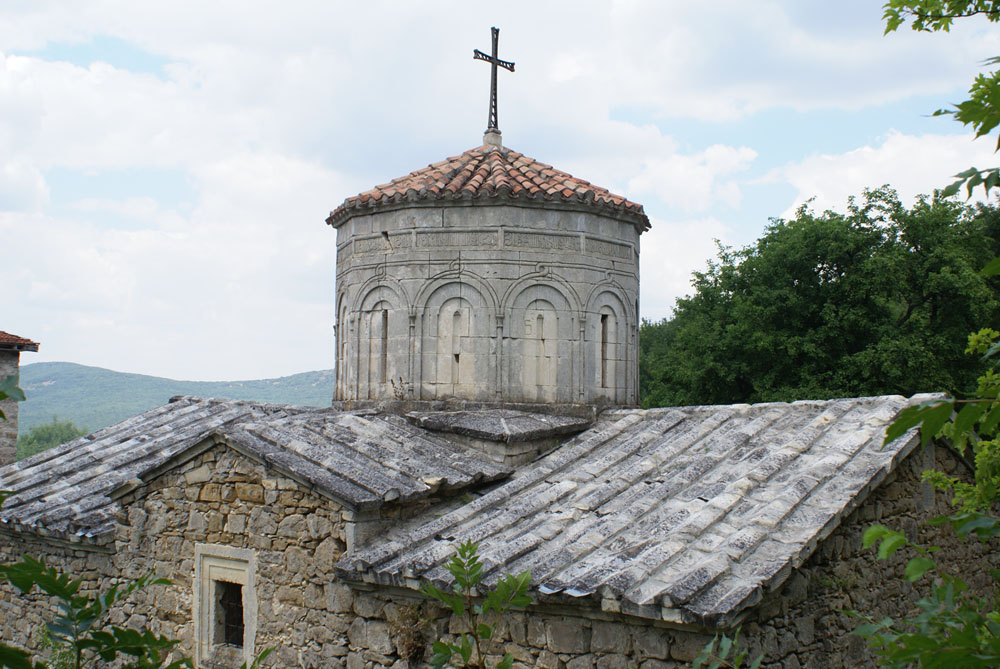
Купол церкви Сурб-Ншан (до реставрации 2008 года)
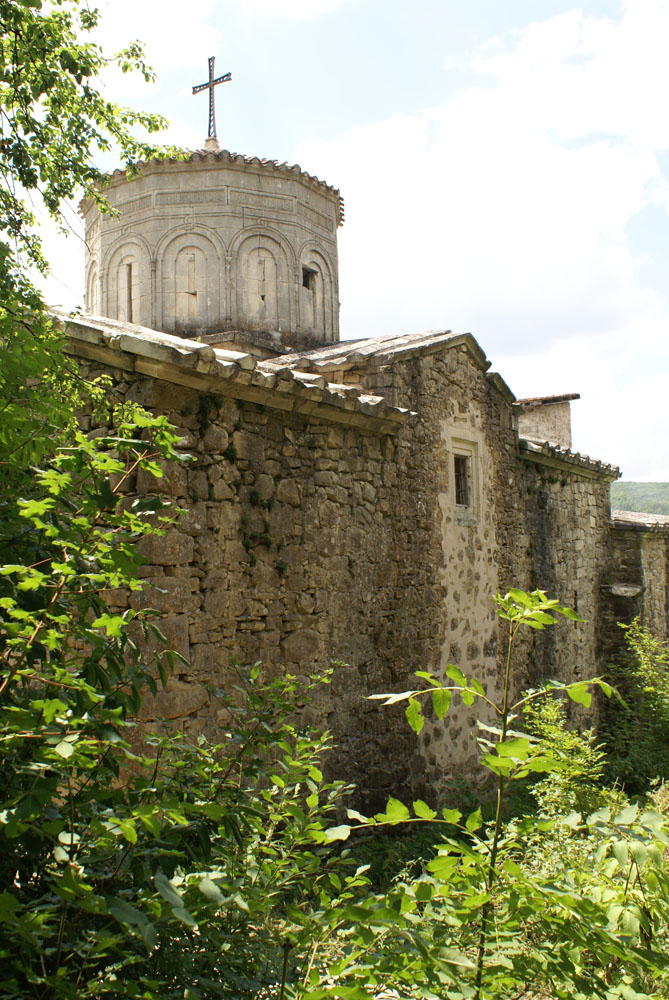
Северная стена монастыря (до реставрации)
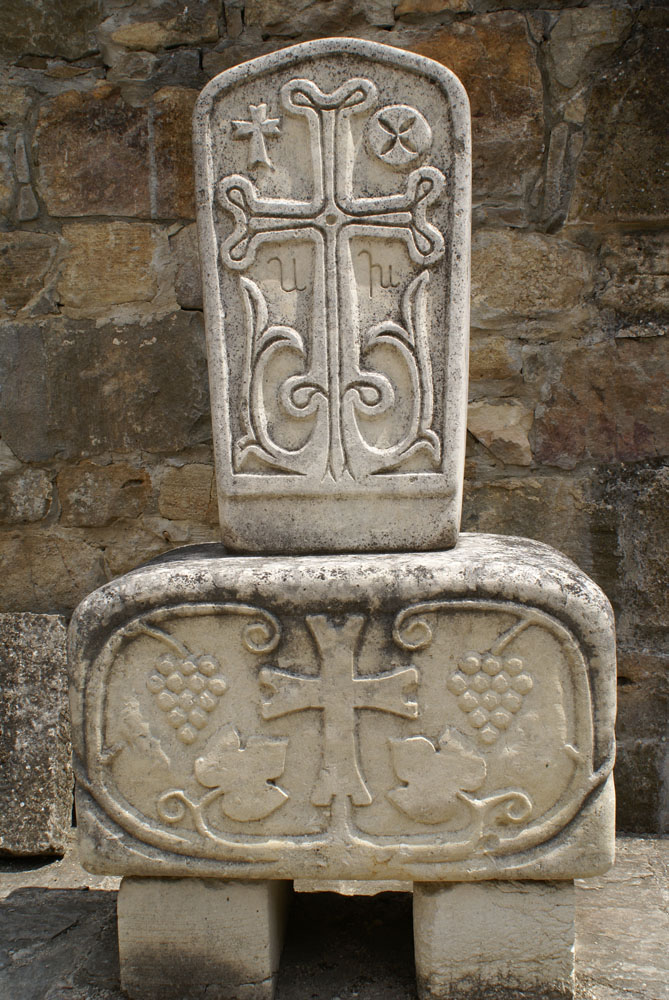
Хачкар у входа в церковь Сурб-Ншан

## Современный статус

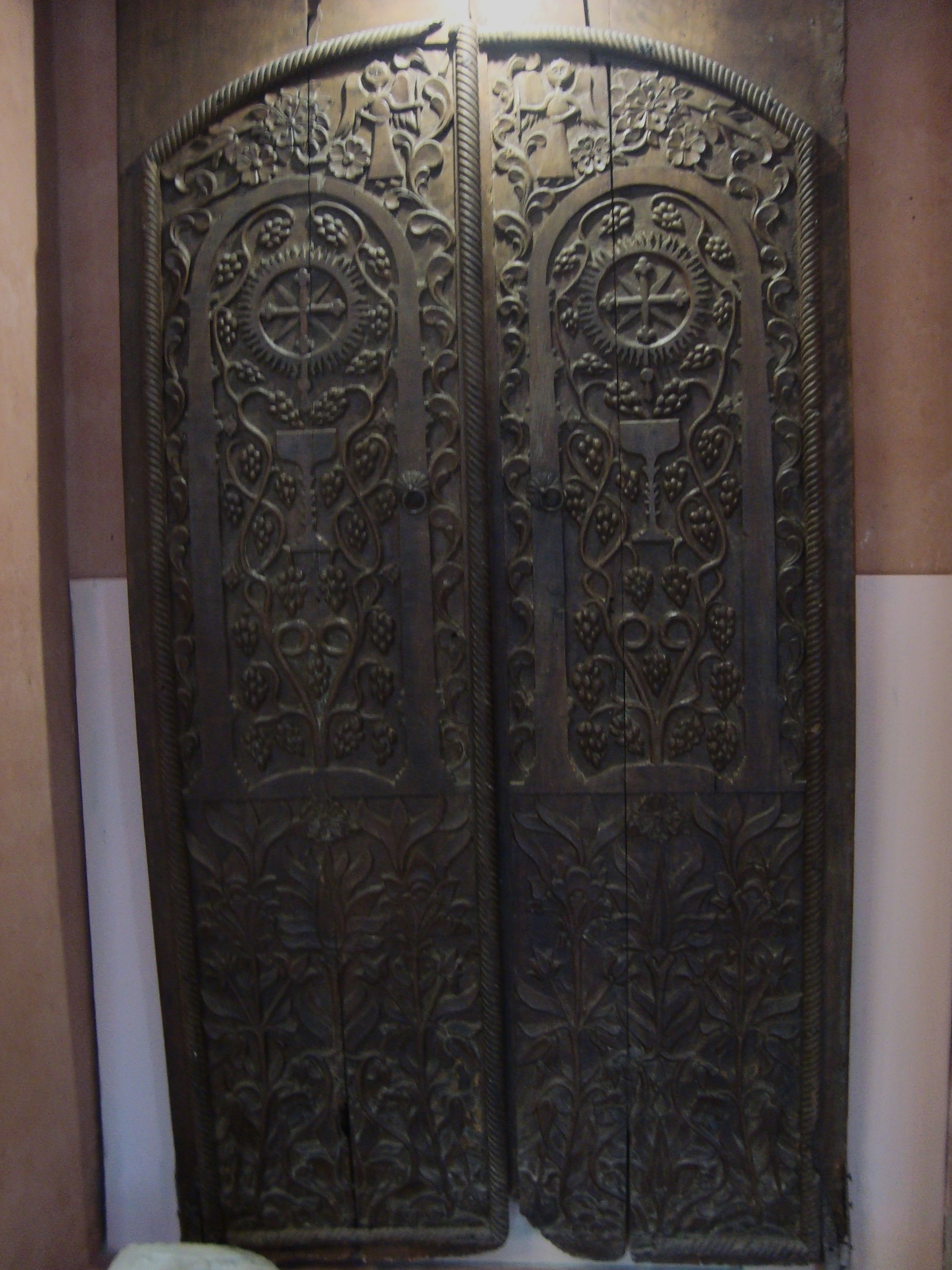
Двери из монастыря. XVII век

Сурб-Хач — является памятником национального значения и состоит на государственном учёте с 1963 года. Единственный сохранившийся монастырский комплекс Армянской Апостольской Церкви XIV—XIX веков на территории Крыма.
В настоящее время в помещении рядом с трапезной находится музейная экспозиция, посвящённая истории монастыря. Некоторые ценности Сурб-Хача ныне можно видеть в музеях Феодосии. Так, в Феодосийском краеведческом музее хранятся резные деревянные двери из монастыря, датируемые XVII веком, а в Феодосийской картинной галерее висит портрет Хорена Степанэ, бывшего настоятелем монастыря в конце XIX века, кисти Ивана Айвазовского.
Монастырь с 2009 года является действующим. Настоятель — иеромонах о. Айрик (Оганисян), викарий Крымской епархии ААЦ. По состоянию на конец 2009 года в монастыре, кроме священника, служат 2 иеродиакона и несколько послушников. Открыт круглогодично для бесплатного посещения и паломничества.

Панорамный вид на монастырь, 2009 г.

## В нумизматике
- В 2009 году Национальный банк Украины выпустил памятную серебряную монету номиналом 10 гривен с изображением монастыря.
- В 2017 году Центральный банк Российской Федерации выпустил в обращение памятную серебряную монету номиналом 3 рубля «Монастырь Сурб-Хач, Республика Крым» серии «Памятники архитектуры России».

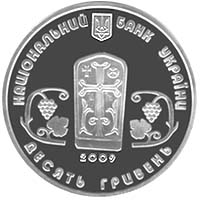
Аверс памятной монеты Банка Украины, 2009.
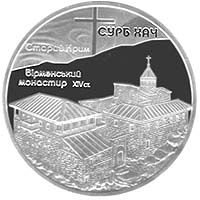
Реверс памятной монеты Банка Украины, 2009.
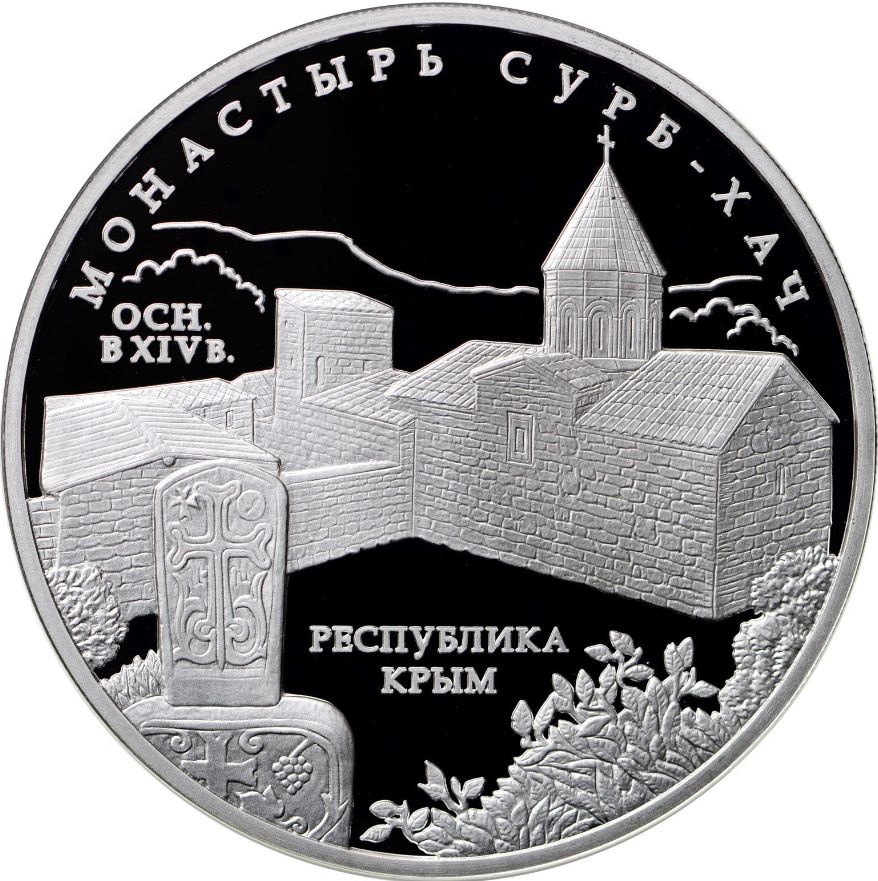
Памятная монета Банка России, 2017.

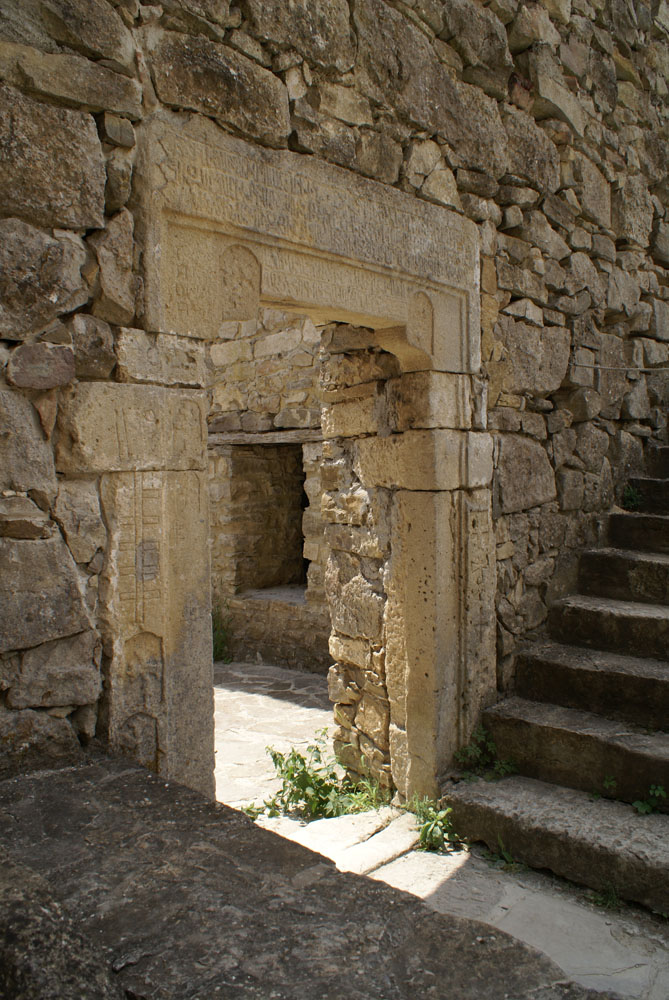
Вход во дворик с кельями
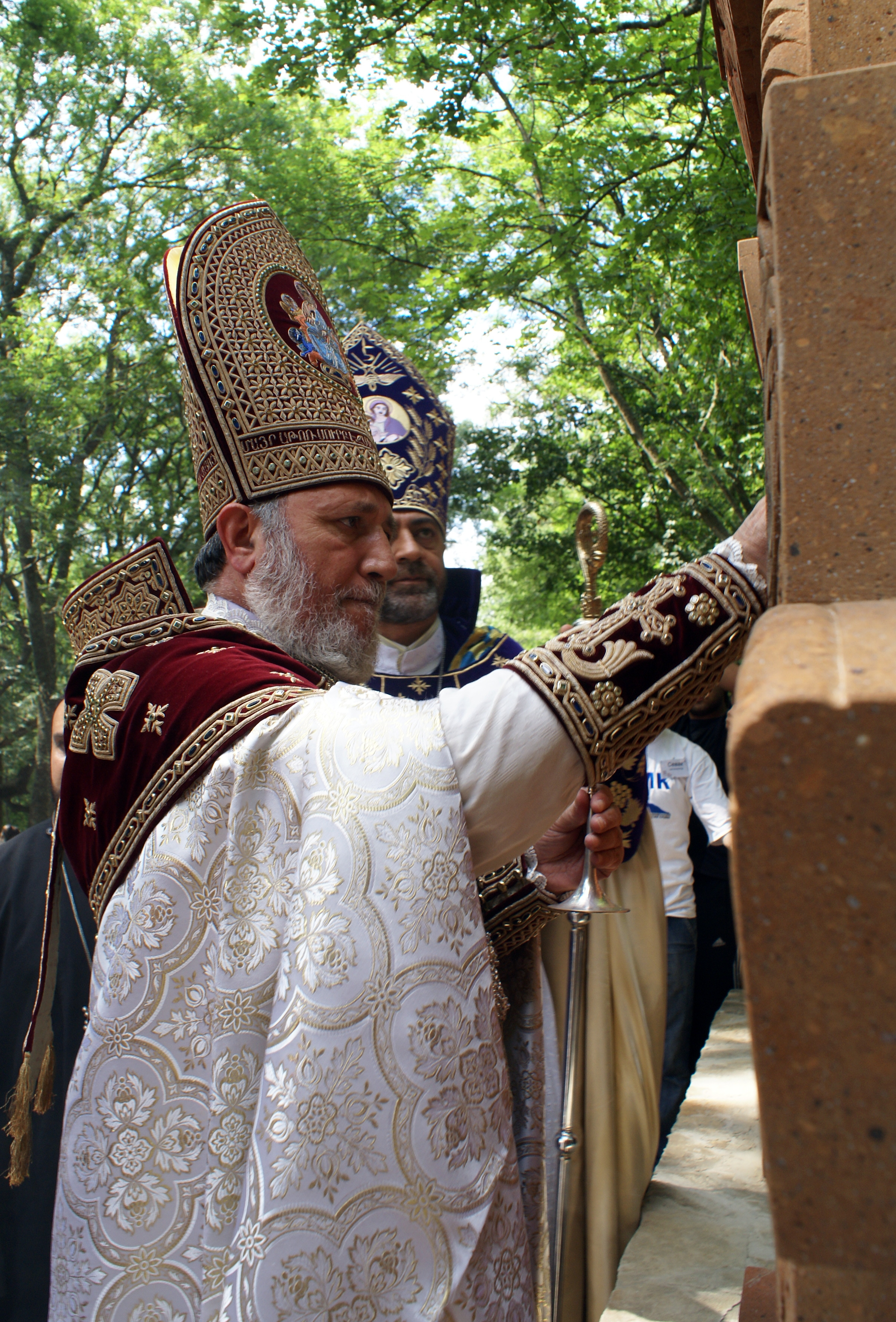
Гарегин II освящает семь хачкаров с буквами названия монастыря Сурб Хач в Крыму 29 июля 2008 года